# Liste der Flüsse in North Dakota
Dies ist eine  Liste der Flüsse in North Dakota in den Vereinigten Staaten.

## Nach Vorfluter

### Missouri River
- Yellowstone River
- Little Muddy Creek
- Tobacco Garden Creek
- White Earth River
- Little Knife River
- Little Missouri River
- Knife River
  - Little Knife River
  - Spring Creek
- Heart River
  - Green River
- Little Heart River
- Cannonball River
  - Cedar Creek
- North Fork Grand River
- James River
  - Elm River
    - Maple River

### Red River of the North
- Bois de Sioux River
- Wild Rice River
- Sheyenne River
  - Maple River
  - Rush River
- Elm River
- Goose River
  - Little Goose River
- Turtle River
- Forest River
- Park River
- Pembina River
  - Tongue River

### Souris River
- Des Lacs River
- Wintering River
- Deep River
  - Cut Bank Creek

## Alphabetisch
B

- Bois de Sioux River

C

- Cannonball River
- Cedar Creek
- Cut Bank Creek

D

- Deep River
- Des Lacs River

E

- Elm River, Zufluss zum James River
- Elm River, Zufluss zum Red River of the North

F

- Forest River

G

- Goose River
- Green River

H

- Heart River

J

- James River

K

- Knife River

L

- Little Goose River
- Little Heart River
- Little Knife River, Zufluss zum Knife River
- Little Knife River, Zufluss zum Missouri River
- Little Missouri River
- Little Muddy Creek

M

- Maple River, Zufluss zum Elm River South Dakotas
- Maple River, Zufluss zum Sheyenne River
- Missouri River

N

- North Fork Grand River

P

- Park River
- Pembina River

R

- Red River of the North
- Rush River

S

- Sheyenne River
- Souris River
- Spring Creek

T

- Tobacco Garden Creek
- Tongue River
- Turtle River

W

- White Earth River
- Wild Rice River
- Wintering River

Y

- Yellowstone River